# Eriosema diffusum
Eriosema diffusum är en ärtväxtart som först beskrevs av Carl Sigismund Kunth, och fick sitt nu gällande namn av George Don jr. Eriosema diffusum ingår i släktet Eriosema och familjen ärtväxter. Inga underarter finns listade i Catalogue of Life.